# Militarismo en Venezuela

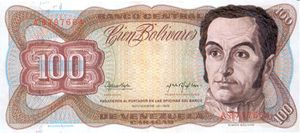
El dictador Antonio Guzmán Blanco nombró la moneda nacional en honor a Simón Bolívar, líder militar y político.

El militarismo en Venezuela a través de gobiernos de índole militar o el ordenamiento militar del país ha sido un fenómeno estudiado por diversos historiadores y analistas políticos. Una gran parte de los gobiernos de la historia del país han sido encabezados por militares.

## Historia

### SigloXIX

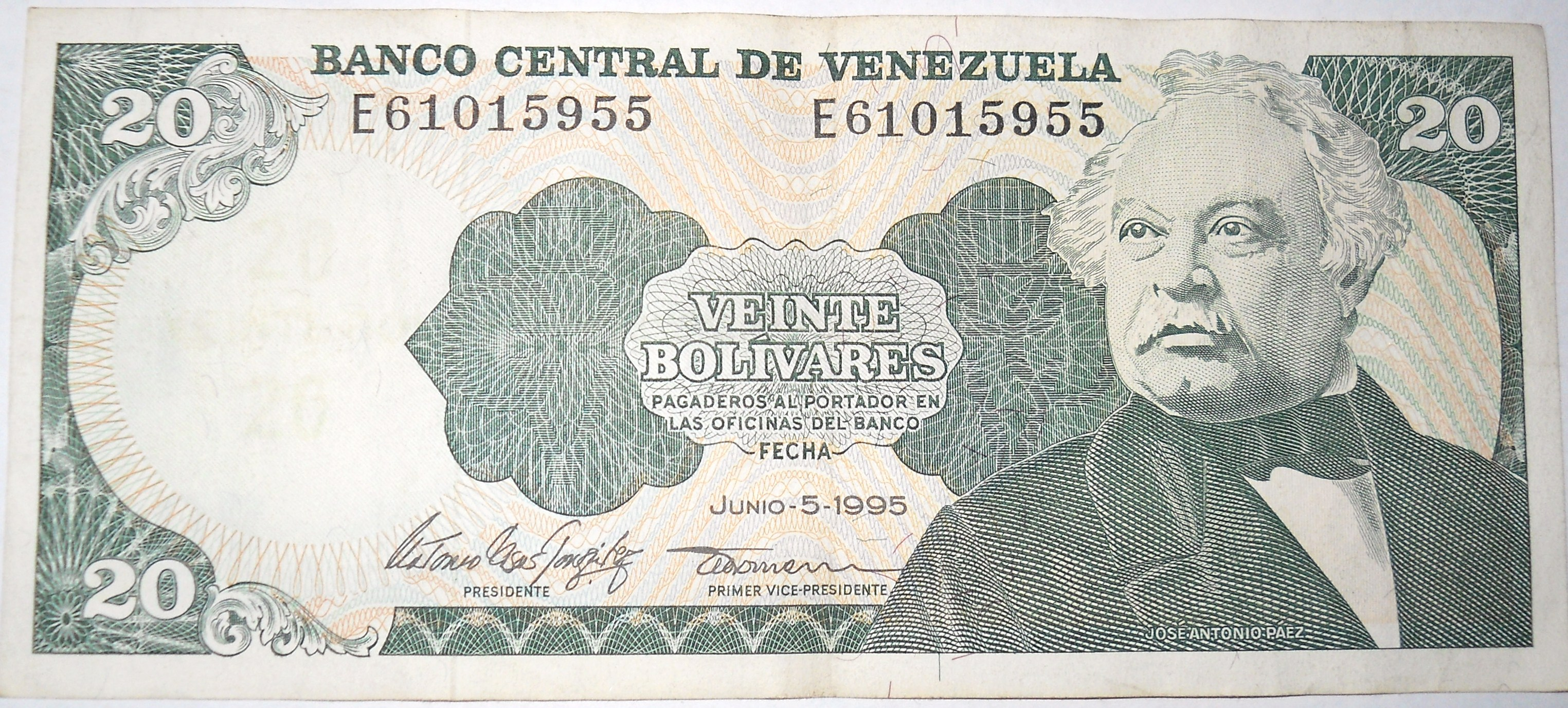
José Antonio Páez en el antiguo billete de 20. Fue el primer presidente de Venezuela tras liderar su separación de la Gran Colombia.

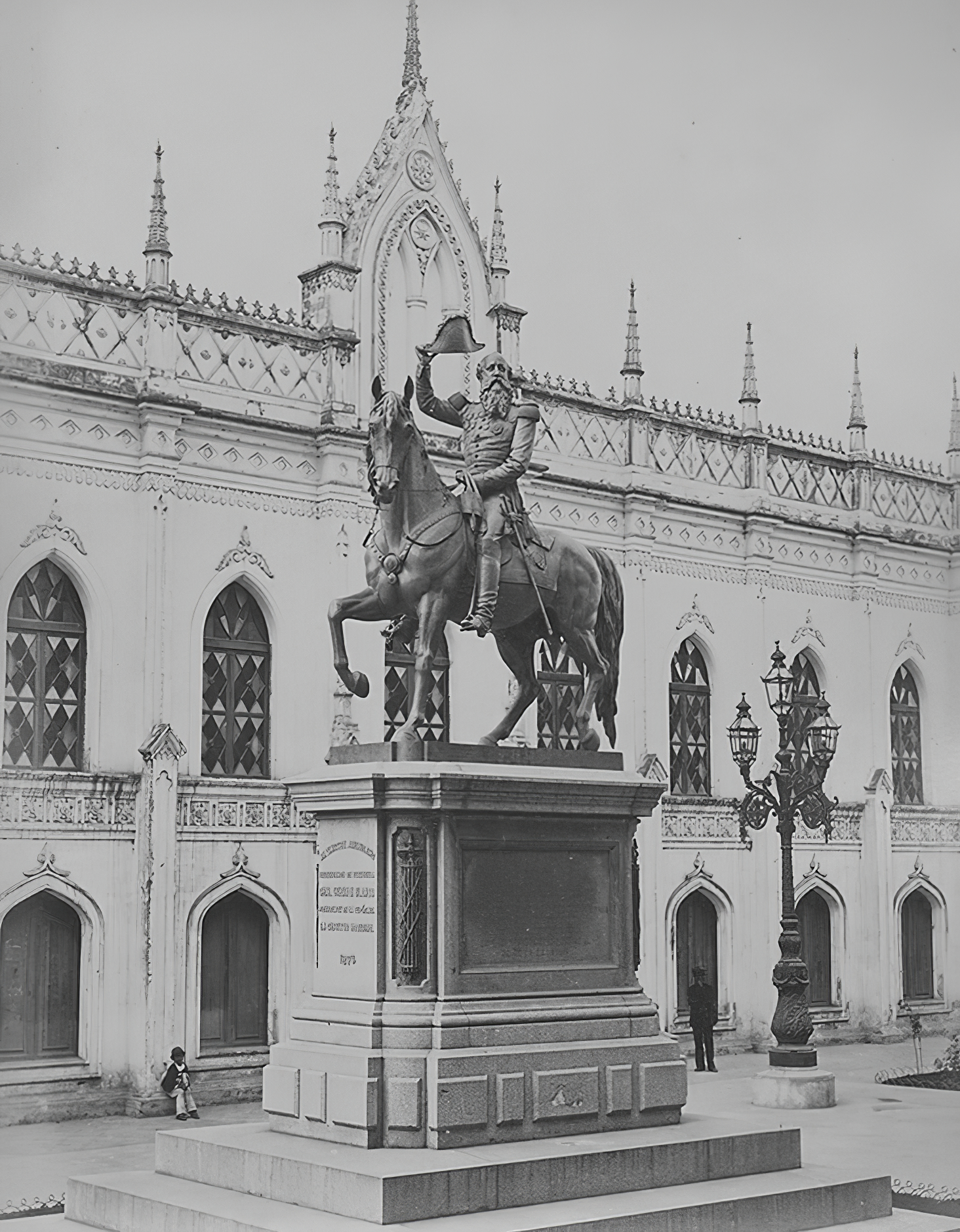
Estatua de Antonio Guzmán Blanco. Tuvo tres gobiernos que consolidaron una autocracia en Venezuela durante el.

En 1878 el escritor ecuatoriano Juan Montalvo escribió que cuando la Gran Colombia se separó lo que había quedado era, en la Nueva Granada una universidad, en el Ecuador un convento y en Venezuela un cuartel.
Después de su separación de la Gran Colombia en 1830, la mayoría de los presidentes de Venezuela del siglo XIX fueron militares, habían salido de los cuarteles o eran hombres de armas. Esto fue establecido desde el liderazgo de Simón Bolívar y continuado por la influencia de José Antonio Páez, quien fue tres veces presidente de la república.
Un instrumento principal de los gobiernos posteriores a la independencia fue el establecimiento de un nacionalismo venezolano relacionado al culto a la personalidad de Simón Bolívar y su victoria en las guerras independentistas. El dictador Antonio Guzmán Blanco fue uno de los primeros impulsores de esta corriente, que llamó la apoteosis de Bolívar. Gobiernos militares le erigieron a Bolívar numerosas estatuas y su nombre se le dio a gran cantidad de lugares en todo el país, entre ellos, un estado de Venezuela. Otros estados bautizados con nombres de militares fueron Falcón (por el presidente Juan Crisóstomo Falcón), Lara (por Jacinto Lara), Miranda (por el dictador Francisco de Miranda), Monagas (por el dictador José Tadeo Monagas) y Sucre (por Antonio José de Sucre).

### SigloXX

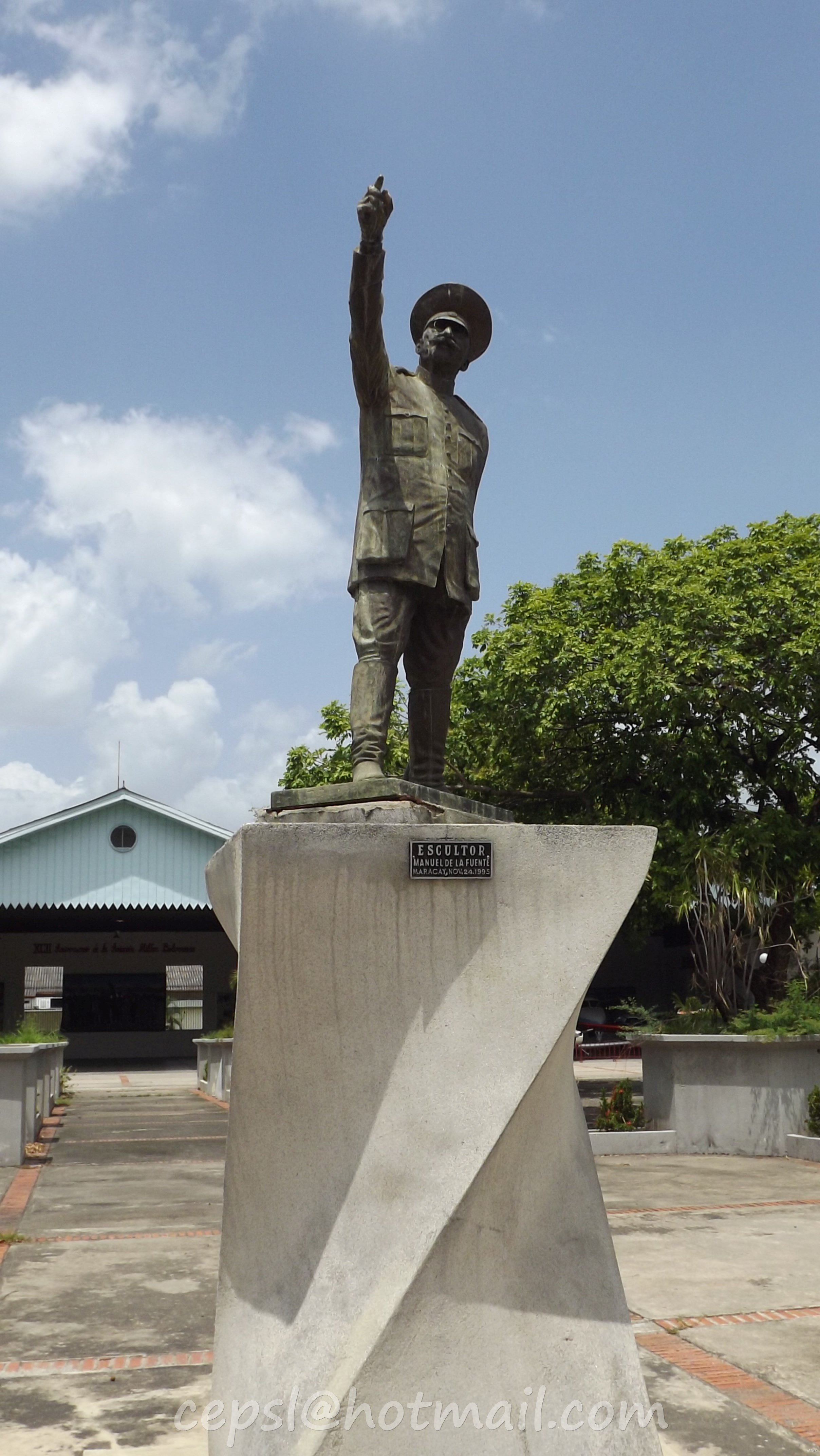
Monumento al dictador Juan Vicente Gómez. Durante su gobierno se fundaron las Fuerzas Armadas y concluyeron las guerras civiles.

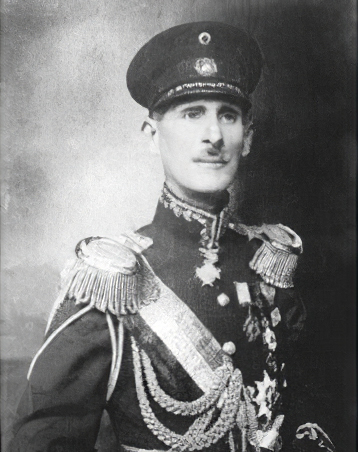
El presidente Eleazar López Contreras lideró una transición hacia la democracia tras la dictadura de Gómez.

Durante la primera mitad del siglo XX Venezuela vivió bajo el mandato de gobiernos liderados por militares o con civiles vinculados fuertemente a regímenes militares: la dictadura de Cipriano Castro (donde se derogó el voto directo para las elecciones presidenciales) y la de Juan Vicente Gómez, las presidencias de Eleazar López Contreras e Isaías Medina Angarita, la Junta Revolucionaria de Gobierno (aunque encabezada por Rómulo Betancourt, un civil) y la dictadura de la Junta de Gobierno. Era común que quien tuviese la mayor influencia sobre los militares pudiera acceder a la presidencia, por esto varios ministros de Defensa gobernaron el país después de ejercer esos cargos.

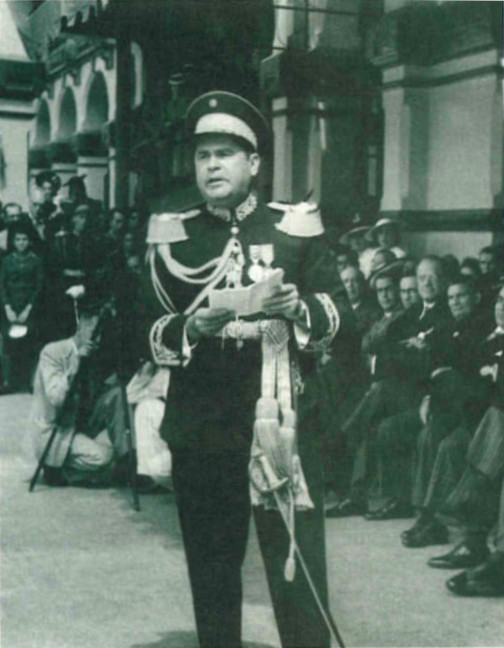
El presidente Isaías Medina legalizó los partidos políticos de todo el espectro político por primera vez en el.

El caso del golpe de Estado de 1945 estuvo encabezado del lado militar por Marcos Pérez Jiménez y del lado civil por Rómulo Betancourt, con el objetivo de derrocar el último gobierno militar de la Hegemonía andina, el de Isaías Medina Angarita. Se hicieron las primeras elecciones por voto directo, donde ganó por primera vez un candidato y fue un civil: Rómulo Gallegos. Pérez Jiménez después organizó a los militares para conspirar en otro golpe contra ese primer proyecto democrático, secuestrando las fuerzas militares el poder ejecutivo por diez años más.

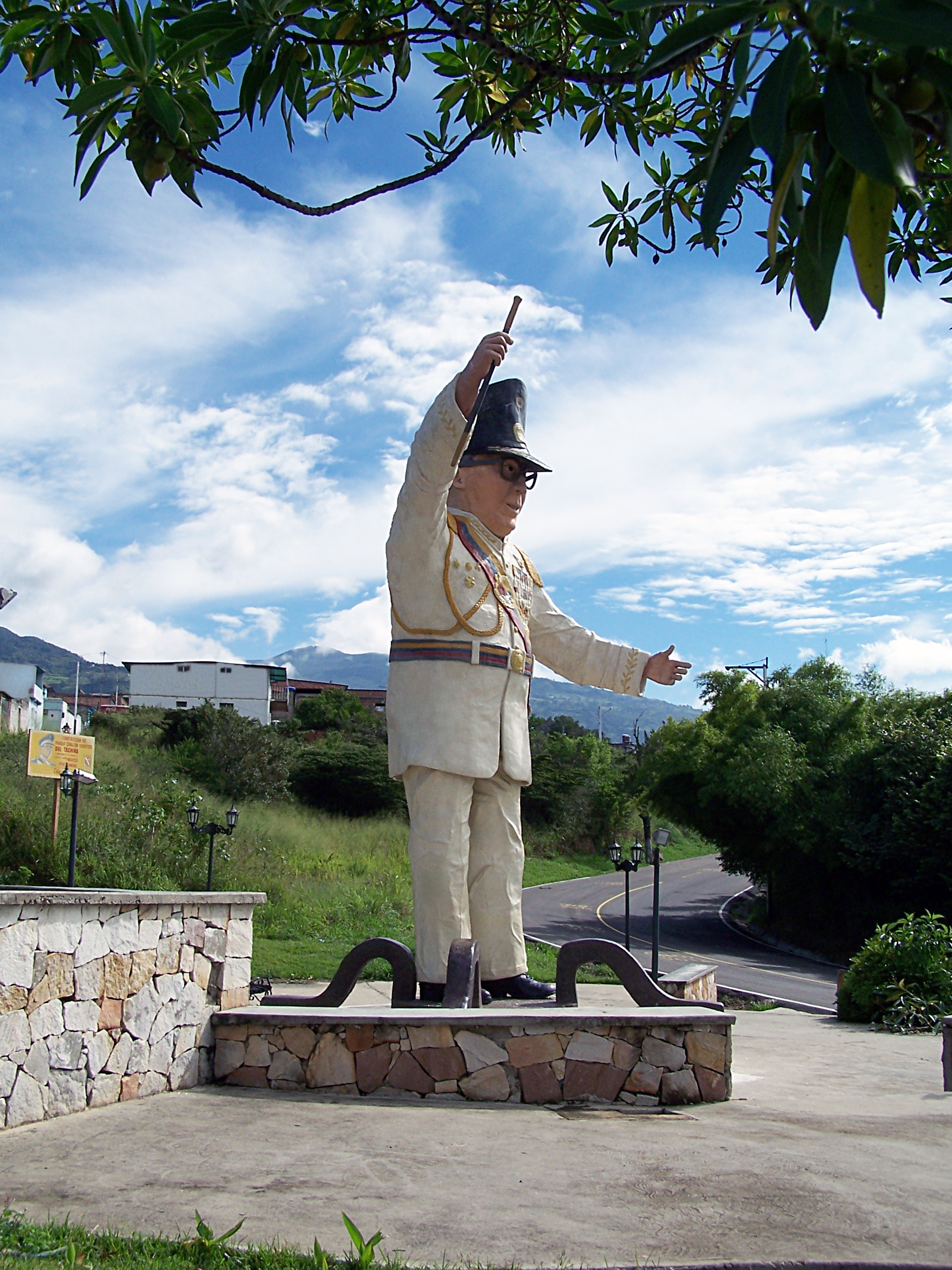
Monumento al dictador Marcos Pérez Jiménez en Táchira.

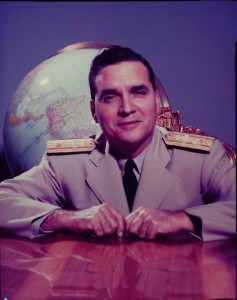
El presidente interino Wolfgang Larrazábal legalizó los partidos políticos por segunda vez en el siglo XX.

El término del último gobierno militar del siglo XX se dio con el golpe de Estado cívico-militar de 1958. A esto le sucedió el Pacto de Puntofijo, donde se proponía un nuevo orden social y político en Venezuela basado en la convivencia de los partidos políticos del momento, con vistas a restringir el poder ilimitado de las fuerzas militares con la intención de que no pudieran volver a intervenir en el destino político de la nación. Se hicieron elecciones libres; resultó electo Rómulo Betancourt, y su gobierno promovió la Ley Orgánica de las Fuerzas Armadas, que declaró la subordinación de los militares al poder civil. Betancourt dijo en 1977:

Nosotros (...) desde 1945 trabajamos con un grupo de oficiales jóvenes, constitucionalistas, partidarios de reformas profundas en la estructura del país. Ellos, a la caída de Pérez Jiménez, se convirtieron en la espina dorsal de la reforma de las Fuerzas Armadas, que pasó a retiro a los elementos golpistas y se empeñó en hacer del Ejército un cuerpo esencialmente técnico y educado de manera sistemática en el respeto del orden legal.

Algunos sectores militares intentaron derrocar al gobierno de Betancourt durante el Carupanazo, el Barcelonazo y el Porteñazo, todos fallidos. El gobierno de Betancourt fue el inicio de una tendencia de cuarenta años de gobiernos encabezados por civiles y donde los militares se mantuvieron alejados de la política; mientras que en la mayoría de los países latinoamericanos hubo dictaduras militares el resto del siglo, Venezuela fue una excepción notable.
Durante el segundo gobierno de Carlos Andrés Pérez la relación con las Fuerzas armadas cambió. En el caso del Caracazo fue controvertida la participación y uso político que se le dio a las Fuerzas armadas para controlar el estallido social. Un dictamen de la Corte Interamericana de Derechos Humanos denunció diversas violaciones de los derechos humanos de los ciudadanos, entre ellas, ejecuciones extrajudiciales. Por otro lado, en 1992 se dieron dos intentos de golpe de Estado contra el gobierno de CAP, el primero de ellos liderado por el futuro presidente Hugo Chávez, quien fue detenido y posteriormente sobreseído por el presidente Rafael Caldera,  un civil. Ambos intentos fueron fracasados, pero dejaron al descubierto que al menos un sector de las Fuerzas Armadas ya no formaba parte del orden heredado del Pacto de Puntofijo. Según Chávez, el primer intento del golpe de Estado de 1992 habría sido de conocimiento de Rafael Caldera. Según Tulio Hernández, el senador y futuro presidente Ramón J. Velásquez comentó poco despuésː

Alguien levantó la tapa del infierno en donde, luego de décadas de sufrimiento y luchas de varias generaciones venezolanas, habíamos encerrado a los demonios del militarismo. A partir de hoy andarán sueltos por ahí…y yo me pregunto ¿cuánto tiempo y cuánto sufrimiento les llevará a ustedes y a los que vienen volverlos a encerrar?

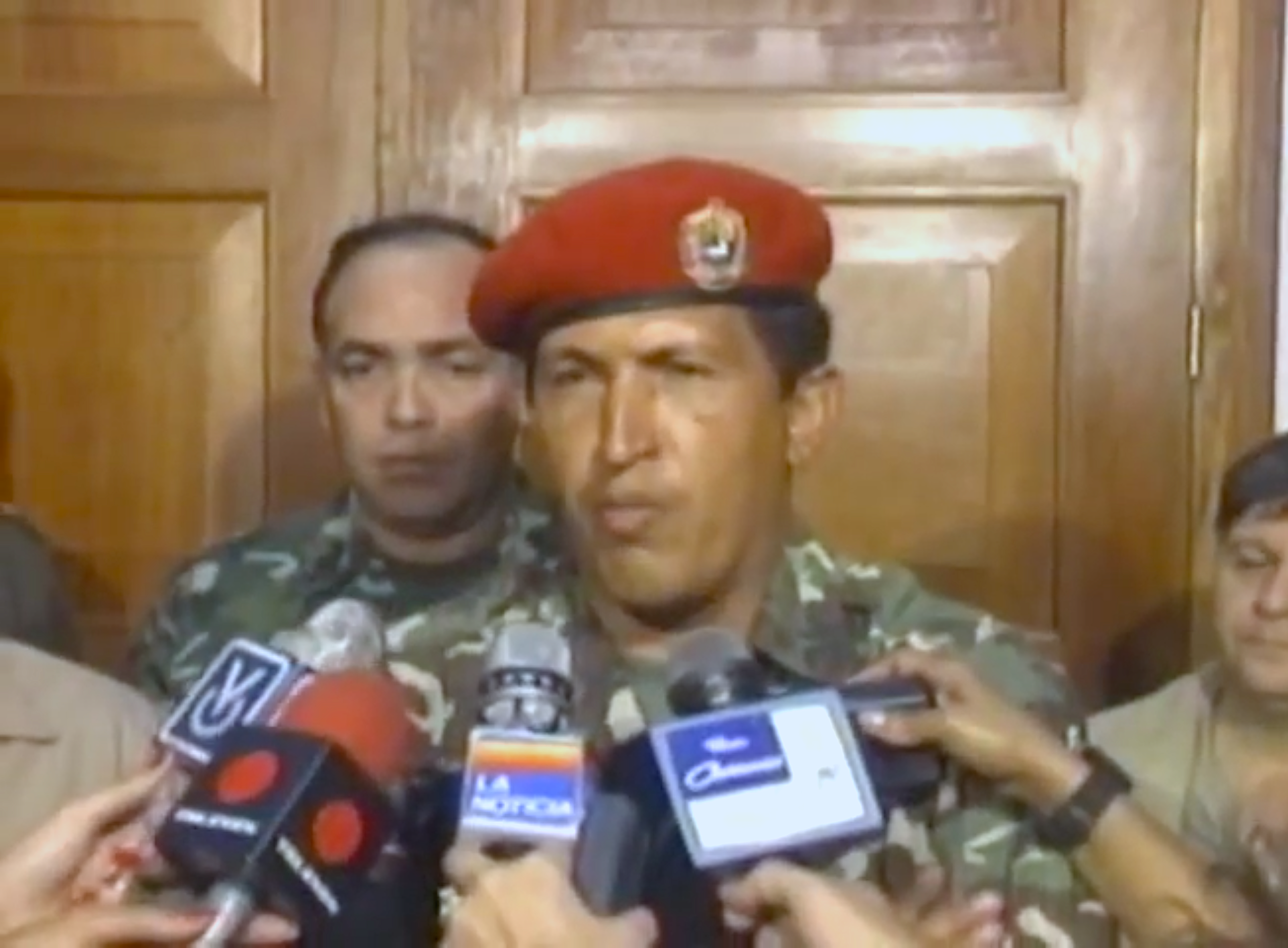
El teniente coronel Hugo Chávez en su alocución después de su intento de golpe de Estado en 1992 contra CAP. Fue presidente de Venezuela desde 1999 hasta su muerte en 2013.

En 1998 Hugo Chávez ganó las elecciones presidenciales de 1998 con el 40,1% de los votos y una abstención del 36,5% del electorado. Fue el primer militar en ser electo presidente desde el fraude electoral de Marcos Pérez Jiménez, a quien Chávez admiraba profundamente y a quien ofreció una amnistía por los cargos que tenía por ser el presunto autor intelectual de un asesinato a un militar opositor, tratando de convencer a Pérez Jiménez de regresar a vivir en Venezuela. Su campaña presidencial, que materializó al llegar a la presidencia fue promulgar una Asamblea Nacional Constituyente de 1999, que redactó la nueva y actual Constitución. Esta constitución le dio derecho de votar a los militares.
En agosto de 1999, el expresidente Carlos Andrés Pérez declaró respecto al gobierno de Chávez: «Estamos frente a un gobierno militar que va a ir anulando totalmente las grandes conquistas del pueblo venezolano», aclarando y pronosticando: «No soy yo animador de golpes, ni de actitudes violentas, pero esto es evidente que va a pasar», y comparando: «Esto se parece mucho a lo que hizo Velasco Alvarado en Perú», analizando que «se ha apoderado una ceguera inconcebible de Venezuela. Yo dije que los venezolanos harían presidente a Chávez alimentados por el pan de la rabia. Ese pan de la rabia que amasó con tanta fruición Caldera. (Por) la cantidad de disparates y errores que cometió fue el que trajo a Chávez a la presidencia».

### SigloXXI

El exteniente Diosdado Cabello fue presidente interino en 2002.

Chávez fue el primer presidente en ser destituido por un golpe de Estado desde Marcos Pérez Jiménez en 1958. En 2002 las fuerzas militares le pidieron la renuncia, la cual aceptó escribir en una carta con la condición de que la vida de su familia fuera garantizada y el término «renuncia» fuese sustituido por «abandono», arrestándolo y llevándolo al Fuerte Tiuna hasta que la Asamblea Nacional en manos de Willian Lara le devolvió la presidencia.
Durante los gobiernos de la Revolución bolivariana se incluyeron a los militares en el proyecto político, partidarizando a las fuerzas castrenses durante el gobierno de Hugo Chávez y elevando el militarismo durante el gobierno de Nicolás Maduro, lo que se evidencia en el control otorgado de algunas instituciones, la distribución de alimentos y de más de un tercio de los ministerios del gobierno actual.
En 2024 Nicolás Maduro pidió públicamente una «máxima unión y movilización popular, militar, policial perfecta» para aplacar las protestas en su contra tras las elecciones presidenciales de ese año.

## Impacto político y social

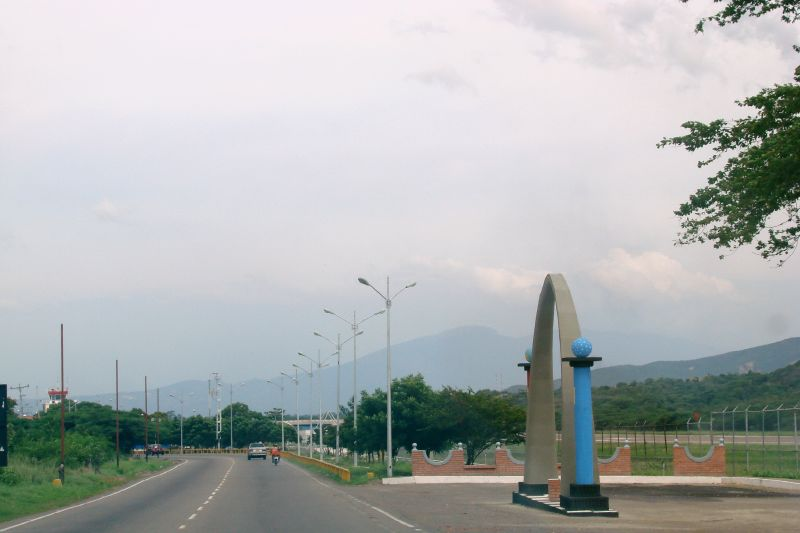
Vía al Aeropuerto de San Antonio de Táchira, renombrado en 2023 Cipriano Castro en honor al dictador.

Los alzamientos y guerras civiles venezolanas post-independentistas del siglo XIX fueron enfrentamientos entre militares que divergían, entre otras cosas, en su visión entre tener un país centralizado o uno federal y cómo repartir su gobierno en un contexto posterior a la separación de Venezuela de Colombia y las ideas unionistas que siguieron existiendo a lo largo de ese siglo. La dictadura de Cipriano Castro zanjó el primer debate, eligiendo un país centralizado en la Constitución de 1901 camino que continuó la dictadura de Juan Vicente Gómez, creando las Fuerzas armadas en 1910 y organizando el país a través de una agenda de represión política a un costo social muy alto que, sin embargo, le dio mayor estabilidad política y económica al país, llegando a saldar toda la deuda externa del país en 1930.
Habiendo tenido Venezuela gran cantidad de gobiernos militares en su historia, numerosas obras de infraestructura se produjeron o se iniciaron durante gobiernos de ese índole, como el Panteón nacional durante el Guzmanato o el Teleférico de Caracas durante la dictadura de Marcos Pérez Jiménez, ahora considerados parte del legado histórico de cada gobierno. Marcos Pérez Jiménez consiguió ser elegido democráticamente como senador por el Distrito Federal en las elecciones de 1968, mientras estaba en el exilio.
Según la Revista SIC, Venezuela tuvo la «experiencia en los años 60 de realizar la mayor cantidad de personas desaparecidas por fuerzas policiales o militares en el continente».
El exteniente coronel Hugo Chávez, conocido únicamente por su participación en la intentona golpista, se lanzó a las próximas elecciones presidenciales de 1998. La asociación entre las fuerzas militares y la política promovida desde el gobierno de Hugo Chávez desde entonces ha tenido resistencia por parte de la oposición venezolana.
Es común en algunos sectores de Venezuela la nostalgia por gobiernos militares del pasado, existiendo corrientes que apoyan algunos de estos tanto en la derecha como en la izquierda política, como por ejemplo: la Hegemonía Andina, el perezjimenismo, el chavismo y el madurismo, movimientos que han reivindicado y en algunos casos continúan reivindicando o conmemorando hasta el día de hoy intentos y golpes de Estado propiciados por militares o gobiernos militares en contra de otras dictaduras o el propio sistema democrático.